# Вељ
Вељ (фр. Veyle) је река у Француској. Дуга је 67 km. Улива се у Саону. 